# Svend Studsgaard
Svend Erik Studsgaard (ur. 28 stycznia 1947 we Frederikshavn, zm. 15 września 2022 tamże) – duński zapaśnik walczący przeważnie w stylu klasycznym. Olimpijczyk z Moskwy 1980, gdzie zajął ósme miejsce w kategorii 100 kg.
Szósty na mistrzostwach Europy w 1980. Zdobył pięć brązowych medali na mistrzostwach nordyckich w latach 1972 - 1980.
Czternastokrotny mistrz Danii w latach: 1968, 1971 i 1973 - 1984; a drugi w 1969 i 1972 roku.